# فرقة السحلية
 فرقة السحلية (بالإنجليزية: Lizard Squad) هي مجموعة قرصنة سوداء، معروفة بشكل رئيسي بمزاعمها عن هجمات حجب الخدمة الموزعة (DDoS) أساسا لتعطيل الخدمات المتعلقة بالألعاب.
في 3 سبتمبر 2014، أعلنت فرقة السحلية أنها قامت بحل فريقها فقط للعودة لاحقًا، مدعية المسؤولية عن مجموعة متنوعة من الهجمات على مواقع الويب البارزة. شاركت المنظمة في مرحلة ما في منتديات قرصنة Darkode واستضافتها معهم.
في 30 أبريل 2016، نشرت كلاود فلير توضح بالتفصيل كيف كان المجرمون الإلكترونيون الذين يستخدمون اسم هذه المجموعة يصدرون تهديدات عشوائية لتنفيذ هجمات حجب الخدمة الموزعة، على الرغم من هذه التهديدات، يدعي كلاود فلير أنهم فشلوا في تنفيذ هجوم واحد. ونتيجة لذلك، أصدرت شرطة مدينة لندن تحذيرًا للشركات من عدم الامتثال لرسائل الفدية التي تهدد بهجمات حجب الخدمة الموزعة.

## هجمات رفض الخدمة الموزعة
يحدث هجوم رفض الخدمة الموزع (DDoS) عندما تغمر أنظمة عديدة النطاق الترددي أو موارد النظام المستهدف، وعادة ما يكون واحدًا أو أكثر من خوادم الويب. غالبًا ما يكون مثل هذا الهجوم نتيجة لأنظمة متعددة (على سبيل المثال الروبوتات) تغمر النظام المستهدف بحركة المرور. عندما يكون هناك تحميل زائد على الخادم، لا يمكن قبول الاتصالات الجديدة.

## إجراءات ملحوظة

### جامعة أساطير هجمات الحرمان من الخدمات
في 18 أغسطس 2014، تم نقل خوادم لعبة ليغ أوف ليجيندز في وضع عدم الاتصال بهجوم الحرمان من الخدمات، تم الإعلان عن هذا باعتباره أول هجوم لفريق السحلية.

### القدر هجمات الحرمان من الخدمات
في 23 نوفمبر 2014، ادعى فريق السحلية أنهم هاجموا خوادمديستني بهجوم هجمات الحرمان من الخدمات.

### شبكة بلاي ستيشن هجمات الحرمان من الخدمات
في 24 أغسطس 2014، تعطلت بلاي ستيشن نيتورك عبر هجوم هجمات الحرمان من الخدمات، ومرة أخرى في 8 ديسمبر، مع مطالبة فريق السحلية بالمسؤولية.

### هجمات حجب الخدمة الموزعة على إكس بوكس
في 1 ديسمبر 2014، هاجمت فريق السحلية إكس بوكس على ما يبدو: سيحصل المستخدمون الذين يحاولون الاتصال لاستخدام الخدمة على رمز الخطأ 80151909.

### ماتشينيما هاك
في 2 ديسمبر 2014، اخترق فريق السحلية موقع Machinima.com ، واستبدل صفحته الأولى بفن أسكي لشعاره.

### هجمات حجب الخدمةالموزعة على كوريا الشمالية
في 22 ديسمبر 2014، تم قطع الإنترنت في كوريا الشمالية دون اتصال بسبب هجوم حجب الخدمة الموزعة. أعلنت فريق السحلية مسؤوليتها عن الهجوم وارتبطت بعنوان بروتوكول الإنترنت الموجود في كوريا الشمالية.تمت استعادة خدمات الإنترنت لكوريا الشمالية في 23 ديسمبر 2014.

### هجمات عيد الميلاد
كانت فريق السحلية قد هددت سابقًا بإنزال خدمات الألعاب في عيد الميلاد.
في 25 ديسمبر 2014 (يوم عيد الميلاد)، ادعى فريق السحلية أنه قام بهجوم DDoS على شبكة بلايستيشن وإكس بوكس. في 26 ديسمبر 2014 الساعة 2:00 صباحًا، بدا أن فريق السحلية توقف عن مهاجمة شبكة شبكة بلايستيشن وإكس بوكس. أفاد Gizmodo أن الهجمات ربما توقفت بعد أن عرض كيم دوت كوم حسابات فريق السحلية 3000 على خدمة التحميل الخاصة به ميجا.

### هجوم تور سيبيل
في 26 ديسمبر 2014، تمت محاولة هجوم سيبيل الذي شمل أكثر من 3000 مرحل ضد شبكة Tor. بدأت العقد التي تبدأ أسماءها بـ "LizardNSA" بالظهور، وأعلن فريق السحلية مسؤوليته عن هذا الهجوم.
تم التشكيك في أهمية الهجوم. وفقًا لمشغل عقدة تتابع Tor Thomas White ، فإن نظام الإجماع جعل فريق السحلية تمكن فقط من التحكم في «0.2743٪ من الشبكة، أي ما يعادل VPS صغيرًا».

### الهجوم على موقع الخطوط الجوية الماليزية
في 26 يناير 2015، تعرض موقع الخطوط الجوية الماليزية للهجوم، على ما يبدو من قبل فريق السحلية، واصفة نفسها بأنها "الخلافة الإلكترونية". تمت إعادة توجيه المستخدمين إلى صفحة أخرى تحمل صورة سحلية ترتدي بدلة سهرة، وقراءة "اخترق بواسطة الخلافة الإلكترونية". تحت هذا كان نص قراءة اتبع الخلافة الإلكترونية على تويتر" وبعد ذلك كانت حسابات تويتر لمالك UMG "UMGRobert" والمدير التنفيذي لـ UMG ، "UMG_Chris". كما حملت الصفحة العنوان الرئيسي "404 - لم يتم العثور على الطائرة"، في إشارة واضحة إلى خسارة شركة الطيران للرحلة MH370 في العام السابق. طمأنت الخطوط الجوية الماليزية العملاء والعملاء أن بيانات العملاء لم تتعرض للخطر.
ذكرت تقارير إعلامية حول العالم أن نسخ الاستحواذ في بعض المناطق تضمنت عبارة ستسود داعش، والتي أدرجت مخاوف من ارتباط فرقة السحلية بالدولة الإسلامية. 

## ادعاءات كاذبة

### تهديدات قنبلة
في 24 أغسطس 2014، ادعت فريق السحلية أن طائرة كان على متنها رئيس شركة Sony Online Entertainment ، John Smedley ، كانت تحلق (American Airlines Flight 362)، كانت تحتوي على متفجرات.  الرحلة من دالاس إلى سان دييغو هبطت بشكل غير مقرر في فينيكس، أريزونا. أعلنت شركة Sony Online Entertainment أن مكتب التحقيقات الفدرالي يحقق في الحادث.

### هجوم فايسبوك وانستغرام وتيندر
في 26 يناير 2015، لم تكن العديد من خدمات الوسائط الاجتماعية بما في ذلك فيسبوك وانستغرام متاحة للمستخدمين. كما تأثرت تندر و HipChat . أعلنت فريق السحلية مسؤوليتها عن الهجمات، من خلال نشرها على حساب تويتر الذي استخدمته المجموعة سابقًا. استمر انقطاع الخدمة، الذي كان يُتوقع في الأصل أنه هجوم رفض الخدمة الموزع، قبل أقل من ساعة بقليل من استعادة الخدمات.
نشر فايسبوك لاحقًا بيانًا يقول فيه أن مهندسيها هم المسؤولون، وأن تعطيل خدماتها لم يكن نتيجة هجوم من طرف ثالث، ولكن بدلاً من ذلك حدث بعد أن أدخلوا تغييرًا أثر على أنظمة التكوين الخاصة بهم.

### صور المشاهير صريحة
في 27 يناير 2015، ادعى فريق السحلية أنه اخترق حسابات تويتر وانستغرام تايلور سويفت. بمجرد ادعاء الوصول، هددوا بنشر صور عارية مقابل البيتكوين. لكن تايلور سويفت ردت بأنه لم تكن هناك صور عارية وأبلغت الجناة بالاستمتاع في العثور على أي صور.

## أعضاء معروفين

### فيني عمري
فيني عمري هو عضو في فرقة السحلية تم القبض عليه وكفالة بموجب الجرائم المزعومة الدخول في / الاهتمام بالحيازة / الاحتفاظ / الاستخدام أو السيطرة على الممتلكات الإجرامية، الاحتيال عن طريق التمثيل الزائف - قانون الاحتيال لعام 2006، التآمر للسرقة من شخص آخر، الوصول غير المصرح به إلى الكمبيوتر بقصد ارتكاب جرائم أخرى. تم استخدامه كوجه عام على شاشة التلفزيون ومتحدث باسم الأخبار لتمثيل فريق السحلية.

### يوليوس كيفيماكي
يوليوس كيفيماكي هو عضو فنلندي في فرقة فريق السحلية أدين في يوليو 2015 بتهمة أكثر من 50000 تهمة بجرائم الكمبيوتر.

### زكاري بوشتا
اتهم زاكاري بوكتا البالغ من العمر 19 عامًا من ماريلاند بارتكاب جرائم الكمبيوتر المرتبطة بسلسلة من هجمات رفض الخدمة الموزعة، وبطاقات الائتمان المسروقة وبيع خدمات DDoS مقابل استئجار. كان أحد الأعضاء الذين يقفون وراء فريق السحلية وأيضًا المجموعة المشتركة "PoodleCorp" التي شنت هجمات حجب الخدمة الموزعة (DDoS) ضد شبكات وخدمات ألعاب متعددة.

### برادلي جان ويليم فان روي
تم اتهام برادلي جان ويليم فان روي البالغ من العمر 19 عامًا من هولندا بجرائم الكمبيوتر المرتبطة بسلسلة من هجمات رفض الخدمة الموزعة (DDoS) وبطاقات الائتمان المسروقة وبيع خدمات DDoS مقابل استئجار. كان أحد الأعضاء وراء فريق السحلية الذي كان مسؤولًا بشكل أساسي عن شن هجمات DDoS التي أعلنتها المجموعة. كما كان أحد المديرين وراء حساب TwitterLizardLands وهو حساب تويتر الرئيسي لفريق السحلية منذ يناير 2015.